# Pelai Vilar i Puig
Pelai o Pelayo Vilar i Puig (Barcelona, 12 de setembre de 1937) és un metge mexicà d'origen català, exiliat del franquisme. Fill del metge català Pelai Vilar i Canales.

## Biografia
Va arribar a Mèxic el 3 d'abril de 1949. Estudià el batxillerat a Mèxic i el 1963 es llicencià en medicina i cirurgia a la Facultat de Medicina de la Universitat Nacional Autònoma de Mèxic. El mateix any fou adjunt del servei d'otorrinolaringologia de l'Hospital Veinte de Noviembre i el 1964 de l'Hospital Español. De 1964 a 1966 va treballar a la Glasgow Royal Infirmary, i de 1967 a 1971 fou cap del servei d'otorrinolaringologia de l'Hospital Norte Pemex de Ciutat de Mèxic. De 1971 a 1983 fou cap del servei d'otorrinolaringologia de l'Hospital Central Norte Pemex.
De 1971 a 1998 també fou primer professor i després catedràtic d'otorrinolaringologia de Pregraduats a la Facultat de Medicina de la UNAM. També és membre numerari des de 1982 de l'Academia de Medicina de México, que presidí en 1996; membre de l'American Rhinologic Society; president de la Sociedad Mexicana de Otorrinolaringología (1979-1980) i director dels seus Anales de 1980 a 1988. Des del 18 de febrer del 2008 és el Cap de la Divisió d'Estudis de Postgrau de la Facultat de Medicina de la Universitat Nacional Autònoma de Mèxic.

## Obres
- Cursos de actualización en otorrinolaringología para médicos generales (1971)
- Manual de anatomía y técnicas quirúrgicas del hueso temporal (1978)